# Asura wandammenensae
Asura wandammenensae är en fjärilsart som beskrevs av James John Joicey och Talbot 1916. Asura wandammenensae ingår i släktet Asura och familjen björnspinnare. Inga underarter finns listade i Catalogue of Life.